# Fernando Jaramillo
Fernando Jaramillo – ekwadorski zapaśnik walczący w obu stylach, bokser, zawodnik taekwondo. Czterokrotny brązowy medalista igrzysk boliwaryjskich w latach 1977-1989. Mistrz igrzysk boliwaryjskich w 1985 roku w taekwondo.